# Pietra di Castellavazzo
La pietra di Castellavazzo è un particolare tipo di marmo estratto, appunto, nella zona di Castellavazzo, frazione di Longarone (provincia di Belluno). L'unica cava attualmente attiva è la Marsor, in località Olantreghe.
È una roccia calcarea sedimentaria con tessitura particellare molto fine e struttura nodulare compatta, di colore variabile dal rosso-marrone al grigio, con svariate tonalità di grigio-rosa.
Dal punto di vista tecnico si può considerare un ottimo materiale lapideo ornamentale e da costruzione in quanto, per le sue buone caratteristiche di lucidabilità, resistenza, durevolezza e non gelività, risulta adatto sia all'uso esterno che per rivestimenti interni.

## Storia
I reperti testimoniano che l'attività estrattiva era presente in zona sin dall'epoca romana. Poco impiegata nel medioevo, venne notevolmente rivalutata a partire dal Rinascimento e soprattutto tra il Settecento e l'Ottocento, quando venne utilizzata in tutte le più importanti opere pubbliche, ecclesiastiche e private, per realizzare statue e capitelli, scalini, stipiti, davanzali, focolari, mascheroni, abbeveratoi, vasche per fontane, pavimentazioni e rivestimenti. Ancora all'inizio del Novecento erano attive circa una decina di cave di pietra da taglio, ma le crisi seguite ai due conflitti mondiali e le moderne metodologie edilizie hanno fatto ridurre l'attività di cava, per cui l'unico sito attivo attualmente è quello di Marsor.

## Impiego attuale
L'utilizzo di tecnologie all'avanguardia, affiancate alle lavorazioni artigianali e agli strumenti tradizionali, permettono di adattare le caratteristiche di questa pietra alle moderne tendenze costruttive e di design, creando armonie con materiali come acciaio, legno e acciaio Corten.
Oltre ad essere impiegata per abitazioni private e alberghi, interni ed esterni, complementi d'arredo e piscine, l'utilizzo attuale della pietra di Castellavazzo riguarda anche il recupero dei centri storici, ad esempio la ristrutturazione della casa natale di Andrea Brustolon, la pavimentazione dei marciapiedi di via Garibaldi, via San Lucano e piazza Duomo a Belluno e la nuova piazza di Castellavazzo con la fontana il cui basamento è stato recentemente restaurato.

## Tonalità
L'aspetto delle texture dei lavorati può essere ottenuto in diverse colorazioni a seconda del punto di cava.
Dal fronte superficiale vengono estratti dei blocchi dalla colorazione grigia dovuta alla maggior quantità di grafite presente nella roccia.
Man mano che si procede in profondità con l'estrazione, affiorano strati di colore più rosato/violetto dovuto alla presenza di ematite. Questo strato dà origine alla colorazione cosiddetta "grigiorosa", disponibile in più di una sfumatura.
Giunti al cuore di cava, la forte presenza di ematite dona alla pietra una colorazione marrone-rossiccia, denominata "Castellavazzo Rosso".

## Fonti
- Case di Campagna-Edilizia-Ristrutturazioni, su dibaio.com. URL consultato il 29 gennaio 2014 (archiviato dall'url originale il 2 febbraio 2014).
- Progetto Piave, su digilander.libero.it.
- Caratterizzazione dei materiali, C.S.G. Palladio srl, Consulting Scientific Group